# Municipio de Buffalo (condado de Butler)
El municipio de Buffalo (en inglés: Buffalo Township) es un municipio ubicado en el condado de Butler en el estado estadounidense de Pensilvania. En el año 2000 tenía una población de 6.827 habitantes y una densidad poblacional de 109.1 personas por km².

## Geografía
El municipio de Buffalo se encuentra ubicado en las coordenadas 40°42′24″N 79°44′33″O / 40.70667, -79.74250.

## Demografía
Según la Oficina del Censo en 2000 los ingresos medios por hogar en la localidad eran de $45,074 y los ingresos medios por familia eran $51,886. Los hombres tenían unos ingresos medios de $42,020 frente a los $23,692 para las mujeres. La renta per cápita para la localidad era de $20,798. Alrededor del 8,8% de la población estaban por debajo del umbral de pobreza.